# Lista över djurparker i Europa
Här listas djurparker som ligger i Europa.

## Belgien
- Antwerpens Zoo är en av Europas äldsta zoologiska trädgårdar. Parken är bland annat känd för sin uppfödning av okapi och kongopåfågel och vackra, gamla djurhus renoverade i modern stil. Parken har precis öppnat en nyanlagd savann.
- Planckendael utanför Antwerpen. Det är en filial till den berömda parken inne i centrala Antwerpen.

## Bulgarien
- Sofias Zoo anlades redan på 1880-talet. 1984 öppnades en ny och relativt modern park i de södra utkanterna av Sofia.

## Danmark
- Köpenhamns zoo i Köpenhamn med nybyggd elefantanläggning och flodhästhus. Parken är en av de äldsta i Europa. Den nya isbjörnsanläggningen öppnades våren 2013. Nu planerar man för och ska bygga en anläggning för att ta emot pandor som man får "hyra" från Kina.
- Odense Zoo har de senaste åren satsat på ett stort om- och nybyggnadsprogram.
- Aalborg Zoo med bland annat en savann och ombyggd isbjörnsanläggning.
- Ree park, Ebeltoft håller djur från hela världen, många samgående arter.
- Givskud Zoo känd som lejonparken, safaridel där man åker bil genom hägnen.
- Randers Regnskog, tropikhus med naturtrogen inredning.
- Skandinavisk Djurpark med stor isbjörnsanläggning, brunbjörn, varg och hjortar.
- Knuthenborg Safaripark, Bandholm

## England
- London Zoo i Regent's Park räknas som det första riktiga zoo som öppnades för publik. Efter en ekonomisk kris har parken satsat på att bygga om flera djuranläggningar samt att man har flyttat en del djur till Whipsnades Zoo norr om London.
- Chester Zoo Parken räknas som Englands största.
- Paignton Zoo anlades på 1920-talet.
- Jersey Zoo anlades av den kände natur- och djurforskaren Gerald Durrell. Parken uppföder utrotningshotade djur.
- Marwell Zoo
- Dudley Zoo

## Estland
- Tallinns Zoo utanför Tallinn är ett zoo med många arter som varg, visent, asiatiskt lejon.

## Finland
- Högholmens djurgård eller Korkeasaari Zoo i Helsingfors är en av de få djurparker som ligger på en ö. Parken är de äldsta i Finland och är en av de äldsta i Europa, det grundades år 1889.
- Zoolandia i Lundo nära Åbo
- Ähtäri djurpark Etseri med nordiska vilda djur som björn och varg.
- Ranua djurpark med nordiska vilda djur som björn och varg.

## Frankrike
- Vincennes Zoo i Paris byggdes inför Världsutställningen 1931. Den officiella invigningen var 1934. Parken är anlagd i Hagenbecks stil med bland annat en 65 meter hög klippa. Parken har varit stängd i flera år för ombyggnation. I april 2014 öppnade man åter parken som officiellt heter Parc Zoologique de Paris.
- Jardin des Plantes i Paris är en av världens äldsta zoologiska trädgårdar, anlagd 1793.
- Clères Zoo med hjortar, antiloper, kängurus och en mycket stor samling fåglar.
- Mulhouse Zoo är en kombinerad botanisk och zoologisk trädgård. Parken har sedan ett par år en större och ombyggd anläggning för isbjörnar.
- Lyons Zoo är en äldre park med bland annat en nyöppnad savann med afrikanska djur.
- Montpellier Zoo
- Maubeuge Zoo

## Grekland
- Attica Zoo i Aten är en park som öppnade på 1990-talet.

## Irland
- Dublin Zoo är en av världens äldsta zoologiska trädgårdar.
- Fota wildlife park, Cork

## Italien
- Roms Zoo anlades på 1910-talet av Hagenbecks. På 1990- och 2000-talet har parken byggts om till ett modernt zoo med öppna och gallerfria anläggningar. Parken kallas för Bioparco.
- Neapels Zoo
- Parco Natura Viva

## Kroatien
- Osijeks zoologiska trädgård och akvarium
- Splits naturhistoriska museum och zoologiska trädgård
- Zagrebs zoologiska trädgård

## Lettland
- Rigas Zoo

## Nederländerna
- Artis Zoo i Amsterdam är också ett av de äldsta zoo i Europa. 2016 har man utökat parkens yta med bland annat en före detta parkeringsplats och där ska man bygga en stor elefantanläggning.
- Blijdorp Zoo i Rotterdam betraktas som en av Europas bästa zoologiska trädgårdar. Här har man byggt om och nyanlagt ett flertal djuranläggningar. Bland annat har man utökat parkens område med en särskild del för nordiska djur.
- Emmen Zoo i Emmen är mest känd för sin pedagogiska verksamhet. Man har flyttat djurparken utanför staden och kallar sig nu för Wildlands Adventure Zoo Emmen.
- Ouwehand Zoo i Rhenen med bland annat björn och säl.
- Burgers' Zoo, Arnhem, har en enormt stor regnskog och ett ökenlandskap med både frigående djur och mindre anläggningar i. Den är även en traditionell djurpark med större primater och giraffer.
- Harderwijk delfinarium med delfin, säl och valross.
- Safaripark Bekkse bergen, Hilvarenbeek.

## Norge
- Kristiansands Dyrepark. Norges största djurpark med både nordiska och exotiska djur.
- Polar Park i Bardu. Världens nordligaste djurpark med nordiska djur.
- Langedrag Naturpark med lodjur och varg.
- Vassfaret björnpark med björn, älg och rådjur.

## Polen
- Warszawa Zoo anlades på 1920-talet. Det förstördes under andra världskriget men har byggts upp på nytt igen.
- Wrocławs Zoo anlades på 1860-talet och är ett av Europas äldsta zoo.
- Łódź Zoo är en av de större zoologiska trädgårdarna i östra Europa.
- Gdańsk Zoo i Gdańsk är ett äldre zoo med gamla djuranläggningar.
- Kraków Zoo i Kraków

## Portugal
- Lissabons Zoo, på portugisiska Jardim Zoológico e Fundação, anlades för 125 år sedan av en privatperson. På 1900-talet togs det över av staden Lissabon. I parken finns det ett delfinarium. Parken har en stor pedagogisk verksamhet.

## Rumänien
- Bukarests Zoo är ett zoo med äldre djuranläggningar.

## Ryssland
- Moskva Zoo är Rysslands äldsta och mest kända zoo. Det renoverades på 1990-talet.
- Sankt Petersburg Zoo är näst äldst, ganska litet men känt för sin uppfödning av isbjörnar.
- Kaliningrads Zoo anlades på 1800-talet. Staden hette då Königsberg och låg i dåvarande Ostpreussen. Ett zoo med gamla djuranläggningar men även en del nyrenoverade anläggningar.
- Novosibirsks Zoo tillhör Rysslands största och bästa zoon.

## Schweiz
- Basels Zoo. Parken är känd för fina uppfödningsresultat av bland annat indisk noshörning och okapi.
- Zürich Zoo med en nyanlagd elefantanläggning. Planer för kommande år är en afrikansk savann och en gorillaanläggning.
- Tierpark Dälhölzli i Bern har övervägande europeiska djur. I parken finns ett nyrenoverat hus med tropiska djur som apor, fåglar och reptiler.

## Serbien
- Belgrads Zoo är ett zoo med gamla djuranläggningar.

## Skottland
- Edinburgh Zoo är känt för sin uppfödning av pingviner. Man har pandor till låns från Kina.
- Highland wildlife park, Kincraig är en systerpark till Edinburgh zoo

## Slovakien
- Bratislava Zoo är ett av de större i östra Europa.

## Slovenien
- Ljubljana Zoo

## Spanien
- Loro Parque på Teneriffa. Parken har världens största samling av papegojor, med över 4000 individer från 350 olika arter.
- Barcelonas zoo är ett zoo där bland annat världens enda albinogorilla levde. I parken finns det också ett delfinarium, vilket var det första som öppnades i Europa. På 2000-talet har man börjat bygga nya och större anläggningar för flera djur. För tillfället anlägger man en afrikansk savann.
- Madrid Zoo  är sedan 1970-talet beläget i utkanten av stan. Tidigare låg det ett zoo i Retiroparken i centrala Madrid. Det var förmodligen världens näst äldsta zoo, anlagt 1770. Parken kan bland annat visa upp den stora pandan.
- Jerez Zoo är ett kombinerat zoo och botanisk trädgård.
- Valencia delfinarium.

## Sverige
- Avesta Visentpark. Öppnades för allmänheten 2010. Anläggningen deltar i det räddningsarbete av visenten som startade redan på 20-tale, ett arbetet som fortfarande pågår. Ett 25-tal Europeisk Bison finns på anläggningen.
- Borås djurpark, startad år 1962 av Sigvard Berggren tillsammans med förutseende kommunalmän. Välkänd för att vara först med att visa djur tillsammans på den afrikanska savannen.
- Eriksberg Vilt & Natur (del av Eriksbergs naturreservat), ligger utanför Karlshamn och är Nordens till ytan största safaripark.[källa behövs] I den inhägnade parken lever bland annat kron- och dovhjort, visenter, vildsvin och mufflonfår.
- Frösö zoo, på Frösön utanför Östersund. Nordligt zoo med exotiska djur, bland annat tigrar och lejon samt ett tropikhus.
- Furuviksparken i Furuvik utanför Gävle. Parken har specialiserat sig på primater och tematiserade anläggningar.
- Orsa Rovdjurspark, djurpark utanför Orsa, hägn med brunbjörn, kodiakbjörn, kamtjatkabjörn, isbjörn, varg, lodjur,snöleopard, persisk leopard, berguv, järv, och sibiriska tigrar och världens till ytan största isbjörnsanläggning[källa behövs]
- Junsele djurpark i Junsele med bland annat nordiska djur och vita tigrar.
- Järvzoo i Järvsö, en djurpark med nordiska djur i nordisk natur, bland annat myskoxe, älg, ugglor och varg.
- Kolmårdens djurpark utanför Norrköping är Nordens till ytan största djurpark med både svenska och exotiska djurarter. I parken finns Sveriges enda delfinarium, safarilinbana, rovfågelshow, asiatiska elefanter och parken är också platsen för Bamses Värld och berg- och dalbanan Wildfire.
- Lycksele djurpark en djurpark med nordiska djur som myskoxe, älg, säl och varg.
- Mössebergs djurpark utanför Falköping, en djurpark med bland annat dovhjortar, påfåglar, undulater, bergsgetter och kaniner.
- Nolhaga djurpark utanför Alingsås, en djurpark med hotade svenska lantraser, papegojor av olika slag samt änder och fasaner.
- Nordens Ark utanför Hunnebostrand med utrotningshotade djurarter bland annat tigrar och snöleoparder.
- Parken Zoo i Eskilstuna med bland annat gibbonapor, liten panda, tigrar och dvärgflodhästar.
- Skansen i Stockholm, friluftsmuseum som startades 1891 av Artur Hazelius med en djurparksdel där nordiska vilda djur och svenska lantraser finns.
- Skansen-Akvariet, beläget inne på Skansen, drivs i privat regi och visar små apor, reptiler och lemurer.
- Skånes Djurpark utanför Höör, djurpark som specialiserat sig på nordiska djur.
- Slottsskogens djurpark i Göteborg en öppen djurpark med nordiska djur, sälar och pingviner.
- Tibro Mini-zoo i Tibro Västergötland är en liten djurpark som visar cirka 100 olika djur. Får, getter, kaniner, marsvin, minigrisar, hönor och andra fåglar.
- Tropicarium Kolmården utanför Kolmårdens djurparks entré, med reptiler, hajar och frispringande marmosettapor.
- Ystad djurpark är en av de senast anlagda djurparkerna i Sverige med afrikanska växtätare, lemurer, känguru och makaker.
- Ölands djur- och nöjespark utanför Färjestaden med bland annat lejon, primater och tigrar.
- Ölandsoasen på Öland med bland annat kameler och olika klappvänliga smådjur.
- Havets hus i Lysekil med fiskar och blötdjur från västkusten.
- Malmö reptilcenter, Malmö med reptiler, små apor och fiskar.
- Universeum, Göteborg, tropikhus i flera plan med reptiler, mindre primater och en svensk del med vilda smådjur.
- Djurparken i Helsingborg utanför Helsingborg håller exotiska fågelarter som papegojor, krontrana och mindre fåglar. Senaste åren har även däggdjur som ekorrar och lemurer införlivats i kollektionen.
- Helsingborgs tropikarium i Helsingborg är uppbyggt i före detta fabrikslokaler. Reptiler, mindre primater och hajar.
- Kungsbyns djurpark utanför Västerås har temat djur i människans tjänst och har kameler, hjortar, vildsvin, jakar och ett litet tropikhus.

## Tjeckien
- Prag Zoo är en av de större och bättre zoologiska trädgårdarna i östra Europa. Parken är känd för sin uppfödning av Przewalskis häst.
- Zoologicka Zaharda mesta Brno, Brno
- Podkrusnohorsky Zoopark Chomutov, Chomutov
- Zoo Dvur Kralove nad Labem, Kralove
- Zoologicka zahrada Jihlava, Jihlava
- Zoologicka zahrada Ostrava, Ostrava
- Zoologicka a botanicka zahrada Plzen, Plzeň
- Zoologicka zahrada Usti nad Labem, Ústí nad Labem
- ZOO a zamek Zlin-Lesna, Zlín

## Tyskland
- Hagenbecks djurpark i Hamburg, finns bland annat omnämnt i Evert Taubes visa Möte i monsunen. Djurparken öppnades 1907 och är byggd i den så kallad Hagenbeckstilen. Man har delvis använt vallgravar mellan djuren och människorna i stället för galler. Likaså försöker man efterlikna djurens naturliga miljö. Parken har en ny stor elefantanläggning. Det nyligen nyombyggda Nordpolspanoramat med bland annat isbjörnar och sälar öppnades våren 2012.
- Dresden Zoo är ett av Tysklands äldsta zoon. Flera nyanlagda djuranläggningar.
- Berlins zoo med världens största samling av djurarter. Parken har bland annat ett stort akvarium, nyrenoverat fågelhus och en unik flodhästanläggning. I Berlins Zoo bodde den berömda men nu avlidna isbjörnsungen Knut som figurerade i TV under våren 2007. Den 1 augusti 2014 firade Berlins zoo 140-årsjubileum. Parken ska nu bygga en anläggning för pandor som man får "hyra" från Kina.
- Tierpark Berlin. Parken öppnade 1955 i Östberlin. Alfred Brehmhaus, uppkallat efter den berömde tyske vetenskapsmannen Alfred Brehm, har frianläggningar för rovdjur och en tropikhall. I parken finns en av Europas största isbjörnsanläggningar. Tierpark Berlin är till ytan en av de största parkerna i Europa.
- Frankfurt am Mains Zoo leddes under många av år av den tyske naturforskaren Bernhard Grzimek. Parken är känd för sin uppfödning av sällsynta djur bland annat dvärgchimpans och okapi. Parkens ombyggda björnanläggning öppnade i början på juli 2013.
- Hannovers Zoo med flera nyanlagda djuranläggningar. Den senaste avdelningen är för nordiska djur.
- Kölns Zoo med bland annat en stor "Elefantpark". Parken har en nyanlagd flodhästanläggning.
- Wilhelma Zoologisk-Botaniska Trädgård i Stuttgart har en av de största djursamlingarna i världen. Parken har ett stort akvarium. En nybyggd anläggning för gorillor och dvärgchimpanser (bonobo) öppnades för ett par år sedan.
- Zoo Leipzig är känt för sin uppfödning av rovdjur. Gammal park med om- och nybyggda anläggningar bland annat för primater, det så kallade Pongoland. Parken har byggt Europas största inomhusregnskog, Gondwanaland, med växter och djur, vilket öppnades 2011.
- München Zoo i München var den första parken som anlades som ett "Geozoo", det vill säga att djuren placeras i avdelningar efter världsdelarna.
- Rostocks Zoo är en av parkerna i östra Tyskland.
- ZOOm Erlebniswelt i Gelsenkirchen Nyligen öppnade man en särskild avdelning med asiatiska djur.
- Wuppertals Zoo är en av de äldsta zoologiska djurparkerna i Tyskland.
- Tiergarten Nürnberg räknas till de bästa djurparkerna i Tyskland. Parken har ett nytt delfinarium.

## Ukraina
- Berdjansk zoopark
- Charkiv delfinarium
- Charkiv zoopark
- Cherson zoopark
- Dokuchaevsk zoopark
- Donesk delfinarium
- Jalta zoopark
- Jevpatorija delfinarium
- Kara Dag delfinarium
- Kiev delfinarium
- Kiev zoopark
- Lutsk zoopark
- Mena zoopark
- Mykolajiv zoopark
- Odessa delfinarium
- Odessa zoopark
- Sevastopol oceanium
- Rivne zoopark
- Tjerkasy zoopark
- Vinnytsia zoopark

## Ungern
- Budapest Zoo är ett av de äldsta zoo i östra Europa. Parken ha ett flertal gamla och vackra djurhus som har renoverats. Parken har om- och nybyggda anläggningar för brunbjörn, gorilla och orangutang, en savann samt nyrenoverade giraff- och buffelhus. Parken har utökats med den tidigare intilliggande nöjesparken. Här finns numera ett pedagogiskt hus med bland annat Barnens Zoo.
- Veszprem Zoo
- Debrecen Zoo

## Österrike
- Alpenzoo Innsbruck i Innsbruck. Denna parken visar endast europeiska djur och fåglar.
- Tiergarten Schönbrunn i Wien. Parken är världens äldsta zoo, anlagt 1752. Håller flera ovanliga arter som Stor Panda. I parken finns det bland annat anläggning för orangutanger och en Sydamerika-park med Guanaco, Nandu och Maror med mera.
- Tiergarten Walding en lite djurpark som drivs i privat regi.
- Zoo Salzburg: Där parken ligger idag fanns redan 1424 ett inhägnat område med vilt för ärkebiskopens jaktnöje.[1]